# Liste des monuments historiques de Chaumont
Ne doit pas être confondu avec Monuments et lieux touristiques de Chaumont.
Ce tableau présente la liste de tous les monuments historiques classés ou inscrits dans la ville de Chaumont, Haute-Marne, en France.

## Liste
| Monument                                              | Adresse                     | Coordonnées                      | Notice         | Protection | Date | Illustration                                          |
| ----------------------------------------------------- | --------------------------- | -------------------------------- | -------------- | ---------- | ---- | ----------------------------------------------------- |
| Basilique Saint-Jean-Baptiste                         |                             | 48° 06′ 45″ nord, 5° 08′ 18″ est | « PA00079013 » | Classé     | 1862 | Basilique Saint-Jean-Baptiste                         |
| Chapelle Notre-Dame-en-son-Assomption de Buxereuilles |                             | 48° 07′ 34″ nord, 5° 08′ 08″ est | « PA00079008 » | Inscrit    | 1928 | Chapelle Notre-Dame-en-son-Assomption de Buxereuilles |
| Immeuble Statue et niche                              | 30 rue Félix Bablon         | 48° 06′ 36″ nord, 5° 08′ 13″ est | « PA00079022 » | Classé     | 1972 | ImmeubleStatue et niche                               |
| Immeuble portail                                      | 6bis rue Edmé Bouchardon    | 48° 06′ 44″ nord, 5° 08′ 23″ est | « PA00079020 » | Inscrit    | 1942 | Image manquante Téléverser                            |
| Immeuble                                              | 8 rue Edmé Bouchardon       | 48° 06′ 44″ nord, 5° 08′ 24″ est | « PA00079021 » | Inscrit    | 1942 | Image manquante Téléverser                            |
| Hôpital                                               | Avenue Carnot               | 48° 07′ 13″ nord, 5° 08′ 24″ est | « PA00079016 » | Inscrit    | 1926 | Image manquante Téléverser                            |
| Marché couvert                                        | Rue Georges Clemenceau      | 48° 06′ 36″ nord, 5° 08′ 25″ est | « PA00079027 » | Inscrit    | 1988 | Marché couvert                                        |
| Hôtel de ville                                        | 10 place de la Concorde     | 48° 06′ 53″ nord, 5° 08′ 24″ est | « PA00079019 » | Inscrit    | 1926 | Hôtel de ville                                        |
| Église Saint-Martin de Brottes portail du XIIe siècle | Rue de l'Église             | 48° 04′ 57″ nord, 5° 07′ 45″ est | « PA00079014 » | Inscrit    | 1925 | Église Saint-Martin de Brottesportail du XIIe siècle  |
| Maison                                                | 4 rue du Four               | 48° 06′ 47″ nord, 5° 08′ 20″ est | « PA00079025 » | Inscrit    | 1942 | Image manquante Téléverser                            |
| Hôtel porte                                           | 14 rue Girardon             | 48° 06′ 49″ nord, 5° 08′ 23″ est | « PA00079017 » | Classé     | 1942 | Hôtelporte                                            |
| Hôtel porte                                           | 16 rue Girardon             | 48° 06′ 49″ nord, 5° 08′ 23″ est | « PA00079018 » | Classé     | 1942 | Hôtelporte                                            |
| Maison                                                | 3 rue Jean Gouthière        | 48° 06′ 46″ nord, 5° 08′ 15″ est | « PA00079026 » | Inscrit    | 1979 | Image manquante Téléverser                            |
| Château de Chaumont donjon                            | Rue Hautefeuille            | 48° 06′ 47″ nord, 5° 08′ 11″ est | « PA00079009 » | Inscrit    | 1926 | Château de Chaumontdonjon                             |
| Église Saint-Aignan                                   | Route de Neuchâteau         | 48° 07′ 11″ nord, 5° 09′ 00″ est | « PA00079307 » | Inscrit    | 1992 | Église Saint-Aignan                                   |
| Immeuble                                              | 9 rue Saint-Jean            | 48° 06′ 42″ nord, 5° 08′ 21″ est | « PA00079024 » | Inscrit    | 1942 | Image manquante Téléverser                            |
| Immeuble                                              | 15 rue Jules Tréfousse      | 48° 06′ 40″ nord, 5° 08′ 27″ est | « PA00079023 » | Inscrit    | 1980 | Image manquante Téléverser                            |
| Croix Gratien                                         | 11 rue du Val Barizien      | 48° 06′ 28″ nord, 5° 08′ 04″ est | « PA00079012 » | Classé     | 1909 | Image manquante Téléverser                            |
| Fontaine Bouchardon                                   | 46 rue Victoire-de-la-Marne | 48° 06′ 44″ nord, 5° 08′ 27″ est | « PA00079015 » | Inscrit    | 1926 | Fontaine Bouchardon                                   |
| Collège des Jésuites chapelle                         | 48 rue Victoire-de-la-Marne | 48° 06′ 45″ nord, 5° 08′ 29″ est | « PA00079010 » | Classé     | 1840 | Collège des Jésuiteschapelle                          |
| Bâtiment des Carmélites                               | 81 rue Victoire-de-la-Marne | 48° 06′ 50″ nord, 5° 08′ 28″ est | « PA00079306 » | Inscrit    | 1992 | Image manquante Téléverser                            |
| Couvent des Carmélites                                | 87 rue Victoire-de-la-Marne | 48° 06′ 50″ nord, 5° 08′ 26″ est | « PA00079011 » | Classé     | 1972 | Couvent des Carmélites                                |